# Salix pyrolifolia
Espèce
Classification APG III (2009)
Salix pyrolifolia, (Talvikkipaju en finnois, le saule vert en hiver) est une espèce de plantes à fleurs de la famille des Salicaceae. C'est un saule rencontré dans la taïga eurasienne.

## Synonymie
- Salix subpyroliformis Y.L. Chang & Skvortsov
- Salix sabulosa Turcz.
- Salix pyrolifolia var. pubescens Nas.
- Salix corylifolia Turcz.
- Salix alnoides Schang. & Sev.[3].

## Description
L'espèce atteint 2,5 à 5 mètres de haut. Les branches les plus âgées sont glabres et brunes. Les bourgeons ne dépassent pas 3 mm de long. Les feuilles sont presque rondes, dentelées et chauves. Elles sont vert clair en partie supérieure, plus pâle en dessous. La floraison a lieu en mai avant l'apparition des feuilles.
L'espèce s'hybride facilement avec d'autres espèces, telles que , par exemple, Salix caprea.

## Répartition
Salix pyrolifolia est une plante de la taïga orientale, une zone de distribution uniforme qui s'étend du lac Onega  à l'est de la  péninsule du Kamtchatka. L'espèce est plus fréquente dans les régions du sud de la Sibérie. On la trouve également plus à l'ouest en Finlande ( Kuusamo ,  Tervola ). Tous les talvikkipajut de Finlande sont des plantes femelles, ce qui explique pourquoi ils ne peuvent pas être reproduits et étendus à un plus large niveau.